# Бетонна бомба

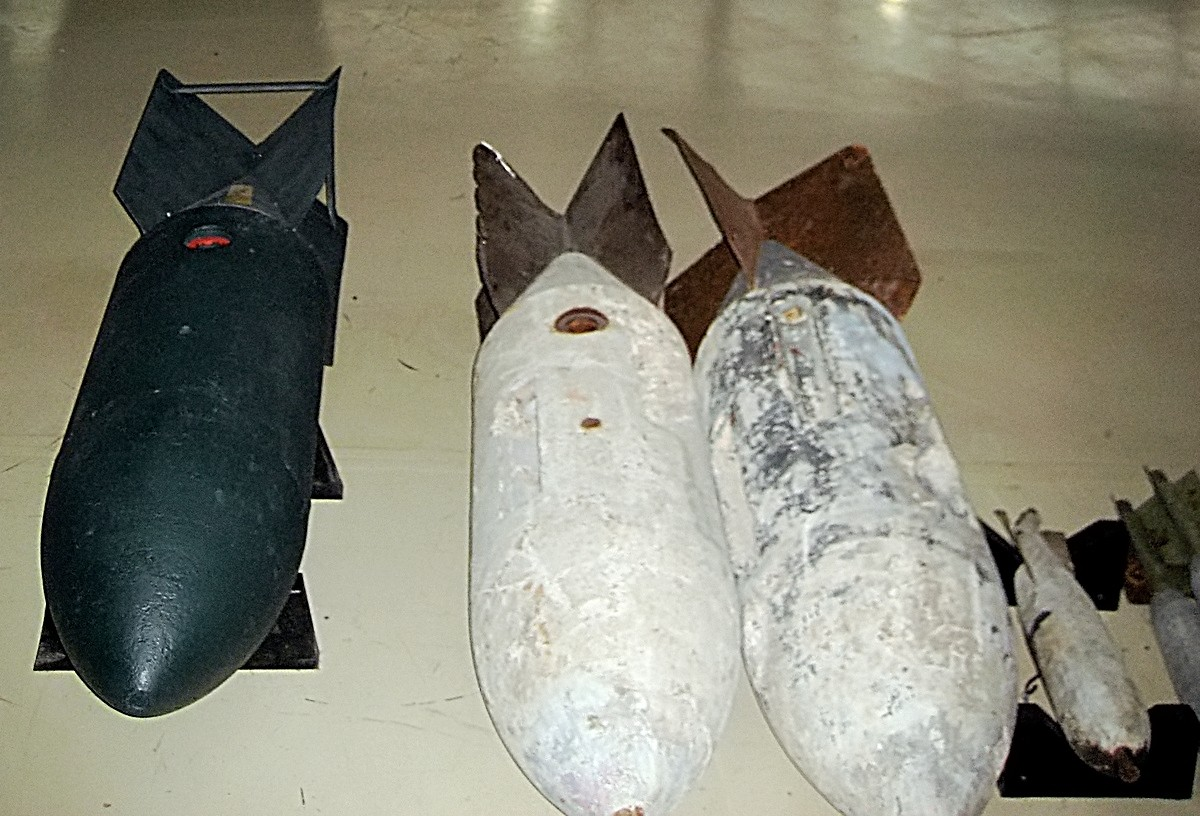
Німецькі бомби часів Другої світової : ліворуч з вибухівкою, інші навчальні бетонні бомби (250 кг та 50 кг)

Бетонна бомба авіабомба яка містить щільний, неактивний матеріал (зазвичай бетон) замість вибухівки.  Ціль руйнується за допомогою кінетичної енергії падаючої бомби. На практиці така зброя є доцільною лише при використання лазерного наведення або у вигляді іншої керованої бомби, оскільки потрібне точне влучання в маленьку ціль для завдання великих руйнувань. Їх зазвичай використовують для руйнування військової техніки та артилерійських позицій у міських районах, зменшення втрат серед цивільного населення та руйнувань будівель.
Керовані або не керовані бетонні бомби також використовують для навчань пілотів та наземного персоналу, через невелику вартість (бомби не мають вибухівки або детонаторів). Бетонні бомби також використовують для тестування літаків та бомб.
США використовувало бетонні бомби під час конфлікту в  безпілотних зонах Іраку, а Франція використала такі бомби в 2011 під час військової операції в Лівії.